# Carrer del Temple
El carrer del Temple és una via de circulació urbana de Badalona. Va aprovar-se el 1867 com a prolongació del carrer de Sant Francesc d'Assís, tot i que no va poder urbanitzar en la seva totalitat fins a 1891 a causa de la presència de les terres de conreu del marquès de Barberà. Des de 1891 es va convertir en una de les vies de comunicació principal entre els barris de Dalt de la Vila i del Baix a Mar, actualment anomenat el Centre.
Es va obrir el 1867 com prolongació del carrer de Sant Francesc d'Assís, per tal de connectar-lo amb la plaça de Barberà. Se li va donar el nom oficialment en el Ple Municipal de 18 de setembre de 1867 en referència al temple de Santa Maria de Badalona. Amb tot, una part del carrer va restar sense obrir a causa dels camps de conreu de la Torre Vella, propietat del marquès de Barberà. Després de difícils negociacions i de pagar una indemnització al marquès, es va poder dur a terme la urbanització sencera. El projecte va ser obra de Pere Falqués el 1888, llavors arquitecte consultor de Badalona. Finalment, l'obra de connexió es va fer el 1891, i va ser inaugurada solemnement per l'alcalde de Badalona, el doctor Carles Parés. El carrer va ser des del moment de la seva obertura i durant llargs anys, l'eix de comunicació principal entre els nuclis de Dalt de la Vila i de Baix a Mar.
En el seu moment, l'obertura del carrer va ser considerat un símbol de progrés i de liberalisme. A més, va vertebrar i millorar la comunicació entre els dos nuclis que existien llavors a Badalona, que fins llavors obligava els badalonins a utilitzar la costeruda costa d'en Real, l'actual carrer de la Costa, i després el carrer del Pinzell, avui de Sant Anastasi. El nou carrer era més recte i ampli, adaptat a les noves concepcions urbanístiques burgeses. Això també va permetre revalorar el preu del sòl i fomentar el sector de la construcció. Són exemples d'edificis construïts en aquest carrer els edificis modernistes del col·legi dels Germans Maristes, projectat en origen per ser un casino, i la casa Pere Busquets (1912), ambdós obra de l'arquitecte badaloní Joan Amigó i Barriga, i del mateix arquitecte també ho és la casa Fèlix Gallent (1924), més tardana i d'estil noucentista.